# Teologia affermativa
La teologia affermativa, positiva o catafatica, detta anche catafatismo (dal greco antico katàphasis, che significa "affermazione"), è un metodo teologico che sostiene la conoscibilità di Dio attraverso la ragione e il contatto con la realtà. Il Creato, visto come opera di Dio, diventa lo strumento attraverso cui è possibile individuare gli attributi del Creatore.
Questa teoria, nota pure come via positionis o affirmationis, ha per contraltare l'apofatismo già nel Peri hermêneias (De Interpretatione) della Logica (Organon) di Aristotele e si è poi sviluppata eminentemente nel contesto della Scolastica medievale.
Secondo san Tommaso d'Aquino, ad essa segue la teologia negativa (o apofatica o via negationis) che non nega l'analogia dell'ente, cioè che gli attributi del Creato siano presenti nel Creatore, bensì che in quest'ultimo siano in modo imperfetto come accade nelle creature. La sintesi delle due vie è appunto la via eminentiae secondo la quale le perfezioni sono in Dio in un modo propriamente divino che sfugge alla comprensione umana.